# Uzgen
Urgen (quirguiz: Өзгөн,russo : Узген) é uma cidade da província de Osh,no Quirquistão.

## Geografia
Uzgen está localizado no extremo leste do vale de Fergana. Fica a 30 quilômetros a nordeste de Osh , e 20 quilômetros a sudeste de Jalal-Abad , nas margens do rio  Kara-Darya.